# Championnat d'Europe féminin de water-polo 2010
Navigation
Édition 2008 édition 2012
Le championnat d'Europe de water-polo féminin de 2010 est la 12e édition de la principale compétition européenne de water-polo entre nations. Elle se tient du 30 août au 10 septembre 2010. Elle est organisée par la Ligue européenne de natation et la fédération croate de water-polo en même temps que le championnat masculin.
Outre le pays hôte et les trois meilleures équipes de l'édition précédente, quatre équipes se qualifient par des tournois de qualification joués du 30 avril au 2 mai.
L'équipe de Russie remporte la finale contre l'équipe de Grèce.
En outre, trois places qualificatives pour les Championnats du monde de natation 2011 sont attribuées aux équipes des Pays-Bas, d'Italie et d'Espagne.

## Organisation
Le championnat se joue dans le bassin de trente-trois mètres de long et en plein air du parc des sports Mladost autour duquel des tribunes temporaires peuvent accueillir 4 751 spectateurs. La section water-polo du HAVK Mladost joue cependant ses matches dans la piscine couverte du même parc.

## Équipes qualifiées
L'équipe de Croatie est automatiquement qualifiée comme représentant le pays hôte. 
Les trois premiers du championnat de 2008, dans l'ordre du classement :
- Russie, tenant du titre,
- Espagne,
- Hongrie.

Les quatre qualifiés par les tournois de qualifications :
- Italie,
- Pays-Bas,
- Allemagne,
- Grèce.

### Tournois de qualification
Les deux premiers de deux groupes se qualifient pour le championnat d'Europe.
Participent aux tournois les cinq derniers de l'édition 2008 (Italie, Pays-Bas, Grèce, Allemagne et France) et les trois premiers du championnat d'Europe B de 2009 (Grande-Bretagne, République tchèque et Ukraine),.
Les tournois se tiennent du 30 avril au 2 mai 2010 à Imperia (Italie) pour le groupe A et Dordrecht  (Pays-Bas) pour le groupe B.

#### Groupe A
| Rang | Équipe    | Pts | J | G | N | P | Bp | Bc | Diff |
| ---- | --------- | --- | - | - | - | - | -- | -- | ---- |
| 1    | Italie    | 9   | 3 | 3 | 0 | 0 | 46 | 15 | +31  |
| 2    | Allemagne | 6   | 3 | 2 | 0 | 1 | 43 | 19 | +24  |
| 3    | France    | 3   | 3 | 1 | 0 | 2 | 29 | 40 | -11  |
| 4    | Ukraine   | 0   | 3 | 0 | 0 | 3 | 12 | 56 | -44  |

| Date     |           | Score |           | Quarts-temps          |
| -------- | --------- | ----- | --------- | --------------------- |
| 30 avril | Allemagne | 18-5  | France    | 5-3 ; 5-1 ; 4-0 ; 4-1 |
| 30 avril | Italie    | 19-3  | Ukraine   | 3-1 ; 4-1 ; 6-0 ; 6-1 |
| 1er mai  | Ukraine   | 4-18  | Allemagne | 2-6 ; 1-4 ; 0-3 ; 1-5 |
| 1er mai  | France    | 5-17  | Italie    | 0-4 ; 1-5 ; 3-5 ; 1-3 |
| 2 mai    | France    | 19-5  | Ukraine   | 2-0 ; 4-0 ; 3-1 ; 5-3 |
| 2 mai    | Italie    | 10-7  | Allemagne | 2-1 ; 2-3 ; 3-1 ; 3-2 |

#### Groupe B
| Rang | Équipe             | Pts | J | G | N | P | Bp | Bc | Diff |
| ---- | ------------------ | --- | - | - | - | - | -- | -- | ---- |
| 1    | Pays-Bas           | 9   | 3 | 3 | 0 | 0 | 55 | 15 | +40  |
| 2    | Grèce              | 6   | 3 | 2 | 0 | 1 | 51 | 23 | +28  |
| 3    | Grande-Bretagne    | 3   | 3 | 1 | 0 | 2 | 26 | 32 | -6   |
| 4    | République tchèque | 0   | 3 | 0 | 0 | 3 | 13 | 75 | -62  |

| Date     |                 | Score |                    | Quarts-temps          |
| -------- | --------------- | ----- | ------------------ | --------------------- |
| 30 avril | Grèce           | 14-4  | Grande-Bretagne    | 3-2 ; 3-0 ; 5-2 ; 3-0 |
| 30 avril | Pays-Bas        | 30-1  | République tchèque | 6-0 ; 7-0 ; 8-1 ; 9-0 |
| 1er mai  | Grande-Bretagne | 17-7  | République tchèque | 4-1 ; 5-1 ; 4-2 ; 4-3 |
| 1er mai  | Pays-Bas        | 14-9  | Grèce              | 4-3 ; 3-3 ; 4-1 ; 3-2 |
| 2 mai    | Pays-Bas        | 11-5  | Grande-Bretagne    | 2-2 ; 3-1             |
| 2 mai    | Grèce           | 28-5  | République tchèque | 7-0 ; 7-2 ; 8-2 ; 6-1 |

## Tour préliminaire
Au terme du tour préliminaire, les équipes classées premières se qualifient pour les demi-finales. Celles classées deuxièmes et troisiècmes atteignent les quarts de finale. Les équipes ayant terminé ensuite jouent un tournoi de classement pour les places de septième à douzième.
La composition des deux groupes est déterminée par un tirage au sort, organisé le 21 mai 2010 sur la place Ban-Jelačić, dans le centre de Zagreb.

### Groupe A
| Rang | Équipe  | Pts | J | G | N | P | Bp | Bc | Diff |
| ---- | ------- | --- | - | - | - | - | -- | -- | ---- |
| 1    | Grèce   | 7   | 3 | 2 | 1 | 0 | 43 | 16 | +27  |
| 2    | Russie  | 5   | 3 | 1 | 2 | 0 | 47 | 22 | +25  |
| 3    | Italie  | 4   | 3 | 1 | 1 | 1 | 39 | 22 | +17  |
| 4    | Croatie | 0   | 3 | 0 | 0 | 3 | 10 | 79 | -69  |

| Date        |         | Score |        | Quarts-temps           |
| ----------- | ------- | ----- | ------ | ---------------------- |
| 31 août     | Croatie | 3-28  | Russie | 0-8 ; 0-4 ; 1-11 ; 2-5 |
| 31 août     | Grèce   | 7-5   | Italie | 2-1 ; 0-3 ; 2-0 ; 3-1  |
| 2 septembre | Grèce   | 7-7   | Russie | 1-2 ; 3-4 ; 2-0 ; 1-1  |
| 2 septembre | Croatie | 3-22  | Italie | 0-6 ; 1-5 ; 0-7 ; 2-4  |
| 4 septembre | Croatie | 4-29  | Grèce  | 2-7 ; 0-7 ; 1-7 ; 1-8  |
| 4 septembre | Russie  | 12-12 | Italie | 1-5 ; 5-0 ; 2-1 ; 4-6  |

### Groupe B
| Rang | Équipe    | Pts | J | G | N | P | Bp | Bc | Diff |
| ---- | --------- | --- | - | - | - | - | -- | -- | ---- |
| 1    | Pays-Bas  | 6   | 3 | 2 | 0 | 1 | 33 | 26 | +7   |
| 2    | Espagne   | 6   | 3 | 2 | 0 | 1 | 32 | 28 | +4   |
| 3    | Hongrie   | 4   | 3 | 1 | 1 | 1 | 29 | 31 | -2   |
| 4    | Allemagne | 1   | 3 | 0 | 1 | 2 | 30 | 39 | -9   |

| Date        |           | Score |           | Quarts-temps          |
| ----------- | --------- | ----- | --------- | --------------------- |
| 31 août     | Espagne   | 12-10 | Allemagne | 3-2 ; 5-2 ; 3-4 ; 1-2 |
| 31 août     | Pays-Bas  | 8-9   | Hongrie   | 2-3 ; 0-1 ; 1-3 ; 5-2 |
| 2 septembre | Pays-Bas  | 17-10 | Allemagne | 5-1 ; 6-6 ; 2-2 ; 4-1 |
| 2 septembre | Espagne   | 13-10 | Hongrie   | 3-3 ; 3-2 ; 5-2 ; 2-3 |
| 4 septembre | Allemagne | 10-10 | Hongrie   | 4-3 ; 3-2 ; 1-1 ; 2-4 |
| 4 septembre | Espagne   | 7-8   | Pays-Bas  | 2-4 ; 1-3 ; 1-0 ; 3-1 |

## Phase finale pour le titre
En quart de finale s'opposent, le 6 septembre, les deuxièmes et troisièmes des groupes du tour préliminaire. Les vainqueurs affrontent les premiers des deux groupes en demi-finale, le 8 septembre.
| Date             |         | Score |          | Quarts-temps          |
| ---------------- | ------- | ----- | -------- | --------------------- |
| Quarts de finale |         |       |          |                       |
| 6 septembre      | Russie  | 12-9  | Hongrie  | 3-2 ; 4-3 ; 4-2 ; 1-2 |
| 6 septembre      | Espagne | 9-10  | Italie   | 2-3 ; 2-3 ; 4-3 ; 1-1 |
| Demi-finales     |         |       |          |                       |
| 8 septembre      | Italie  | 5-10  | Grèce    | 0-3 ; 2-4 ; 2-1 ; 1-2 |
| 8 septembre      | Russie  | 10-7  | Pays-Bas | 3-1 ; 3-3 ; 2-1 ; 2-2 |
| Finale           |         |       |          |                       |
| 10 septembre     | Grèce   | 6-11  | Russie   | 1-3 ; 3-3 ; 1-2 ; 1-3 |

## Phase finale de classement
| Date         |         | Score |           | Quarts-temps          |
| ------------ | ------- | ----- | --------- | --------------------- |
| 3e/4e        |         |       |           |                       |
| 10 septembre | Italie  | 12-14 | Pays-Bas  | 1-5 ; 4-3 ; 3-3 ; 4-3 |
| 5e/6e        |         |       |           |                       |
| 8 septembre  | Hongrie | 10-7  | Espagne   | 3-0 ; 2-4 ; 3-2 ; 2-1 |
| 7e/8e        |         |       |           |                       |
| 6 septembre  | Croatie | 7-23  | Allemagne | 2-7 ; 1-6 ; 3-4 ; 1-6 |

## Classement général
| Place              | Équipe    |
| Médaille d'or      | Russie    |
| Médaille d'argent  | Grèce     |
| Médaille de bronze | Pays-Bas  |
| ------------------ | --------- |
| 4                  | Italie    |
| 5                  | Hongrie   |
| 6                  | Espagne   |
| 7                  | Allemagne |
| 8                  | Croatie   |

## Distinctions individuelles
- Meilleure joueuse : .
- Meilleure marqueuse : .
- Meilleure gardienne : .